# 빙하특급
빙하 특급(Glacier Express, GEX)은 스위스 알프스 중앙의 안데르마트를 경유하여 체르마트와 생모리츠의 두 주요 산악 리조트의 기차역을 연결하는 직행열차이다. 열차는 ‘고속열차’라는 의미의 ‘급행’이 아니라 291km 거리의 여행, 그리고 현지 기차로 가는 정류장은 생략한다. 빙하 특급은 세계에서 가장 느린 특급 열차로 알려져 있다. 생모리츠와 체르마트에는 유명한 두 산이 있는 곳이기 때문에 빙하특급은 마터호른에서 피츠 베르니나까지 이동할 수 있다고 한다.
체르마트에서 출발하는 여정은 1,606m 높이의 세계적으로 유명한 마테호른 바로 아래에 있는 마터탈 알파인 계곡 막다른 곳에서 시작하여, 브리크에 있는 발레주의 거대한 계곡으로 내려간다. 해발 1,500m 높이에 총길이 15.4km 푸르카 터널과 같은 91개의 터널을 통해 291개 이상의 다리와 291개의 터널을 통해 스위스 알프스의 중심을 가로지르는 291km에 이르는 여행지를 횡단한다. 푸르카 고개를 우회하기 위해 해발 1,500m의 15.4km의 푸르카 터널은 한적한 높은 알프스 계곡에 있는 안데르마트에서 중간 정차하고, 오버알프 고개에서 가장 높은 지점인 2,033m를 지나, 585m로 가장 낮은 지점인 쿠어로 내려간다. 그라우뷘덴주의 주도인 쿠어에서 GEX는 남쪽 계곡에 있는 생모리츠 리조트에 도달하기 위해 다시 더 높은 고도로 되돌아간다. 이전에는 1,800m의 터널을 통해 알불라 산맥을 횡단하기 전에 필리수르에서 여행자는 연결 열차로 갈아타서 동쪽의 다보스에 도착할 수 있었다.
2017년부터 열차는 이전 운영업체인 마터호른 고트하르트 철도(MGB)와 래티셰 철도(RhB)가 공동소유한 협력업체인 글레셔 익스프레스 AG에서 운영하고 있다. 대부분의 여정 동안 알불라·베르니나 지역의 래티셰 철도로 알려진 세계문화유산을 통과한다.
최초의 빙하 특급은 1930년 6월 30일 07:30 체르마트에서 시작되었다. 처음에는 피스프-체르마트 철도 (VZ), 푸르카 오버알프 철도(FO) 및 RhB의 3개 철도 회사에서 운영했다. 2003년부터 이 열차는 BVZ와 FO의 합병으로 생겨난 RhB와 MGB가 운영하고 있다. 2017년부터 두 명의 전 운영자가 소유한 글레셔 익스프레스 AG가 같은 이름의 열차를 운행하고 있다.
전체 노선은 23.9km의 미터궤 (협궤 철도)이며 가파른 경사를 오르막과 내리막을 제어하기 위해 랙-앤-피니언 시스템을 사용한다.

## 역사

### 초창기
1926년에 FO의 마지막 부분이 완성되면서 더 많은 관광 개발을 위해 발레주와 그라우뷘덴주가 연결되었다. 특히, 브리크와 쿠어 사이, 브리크와 생모리츠 사이에 쿠르스바겐 도입을 위한 통로가 마련되었다.
1930년 6월 초, 당시 피스프-체르마트 철도는 피스프와 브리크 사이의 론 계곡을 따라 미터 궤 노선이 개통되어 브리크까지 확장되었다. 처음으로 체르마트에서 장크트모리츠까지 객차를 통해 운행하고 돌아오는 것이 가능했다. 1930년 6월 25일, 그러한 버스의 첫 번째 열차는 빙하특급이라는 이름으로 체르마트에서 생모리츠까지 출발했다. 새로운 열차의 이름은 푸르카 고개의 글레치 근처에 있는 론 빙하를 기리기 위한 것이다.
1982년까지 빙하특급은 여름에만 운행되었다. 푸르카 고개과 오버알프 고개 모두 겨울에 눈이 내렸기 때문이다. 초기에 열차는 1등에서 3등석 살롱과 객차로 구성되어 참여 철도 회사 3곳 모두에서 공급했다. 쿠어와 디젠티스/무쉬테 사이에서 승객들은 미트로파 식당차에서 따뜻한 점심을 즐길 수 있다. 1933년부터 코치를 통한 빙하특급는 브리크와 체르마트 사이의 일반 여객 열차에 연결되었다.
빙하특급 초기에는 BVZ와 RhB에서 빙하특급을 운반하는 데 전기 기관차가 사용되었지만, FO에서는 증기기관차가 사용되었다. 1941-1942년에 FO에 오버헤드 전차선이 설치되어 노선의 전체 길이에 대해 완전히 전기적으로 작동할 수 있게 되면서 변경되었다. 그러나 제2차 세계 대전으로 인해 1943년에서 1946년 사이에는 통과 열차가 운행되지 않았다.
1948년 열차를 통한 일일 운행 재개와 함께 식당 차량 서비스는 디젠티스/무쉬테에서 오버알프 고개의 정상까지 확장되었다. 1950년대와 1970년대 사이에 BVZ와 RhB는 빙하특급에 부착될 때 일정 시간을 단축할 수 있는 새로운 기관차 클래스를 도입했다. 한편, 식당차 서비스는 안데르마트까지 더 확장되었다.

### 연중 운행
1981년 빙하특급 시대가 끝났고, 푸르카 고개와 오버발트와 글레치 사이의 푸르카 정상 터널을 통과하는 FO 라인의 겨울이 마지막으로 폐쇄되었다. 1982년 6월, 그 FO 라인은 새로 개통된 푸르카 베이스 터널로 대체되었다. 그 결과 빙하특급은 이름을 딴 론 빙하와 연결이 끊겼을 뿐만 아니라 이제 처음으로 연중무휴로 운행할 수 있게 되었다.
당시 BVZ, FO, RhB는 그 기회를 이용해 빙하특급을 관광명소로 재출시했다. 홍보 자료는 291km, 91개의 터널 및 291개 이상의 다리를 포함하는 "세계에서 가장 느린 급행열차"라는 열차의 상태에 초점을 맞췄다. 경사진 기단에 있는 특별 판촉용 와인잔은 일부 구간의 경사를 강조했다. 승객수는 1982년 20,000명에서 1983년 53,000명 이상으로, 1984년에는 80,000명 이상으로 증가했다.

### 최근 개발
1985년 빙하특급 시간표가 완전히 수정되었다. 1986년과 1993년 사이에 BVZ와 FO는 열차를 위한 18대의 새로운 일등석 파노라마 차량을 만드는 데 거의 4천만 스위스 프랑을 투자했다. 2005년까지 매년 250,000명 이상의 승객이 빙하특급을 이용했다.
2006년에는 다큐멘터리 영화 〈더 알프스〉(The Alps)의 몇 장면이 기차 안에서 촬영되었으며 빙하특급 승용차에 새로운 파노라마 차량이 추가되었다. 2008년 7월 7일, 알불라 철도와 베르니나 철도는 알불라/베르니나 풍경의 래티셰 철도라는 이름으로 유네스코 세계 문화 유산 목록에 공동으로 기록되었다. 현재 빙하특급은 독일, 일본, 그리고 점점 더 인도에서 오는 관광객들에게 특히 인기가 있다.
2013년 다보스 직항 노선은 여객 감소와 경제 상황 악화로 중단되었다.
2018년에는 2개의 추가 여름 서비스가 도입되었다. 매일 아침 체르마트에서 쿠어까지 1편의 서비스가 출발하며 장크트모리츠에서 브리크까지 1편의 서비스가 출발한다. 이러한 서비스는 오후에 다시 이동한다.

### 2010 탈선
2010년 7월 23일 빙하특급 열차가 마터호른 고트하르트 철도 노선의 피쉬 근처에서 탈선했다. 승객 1명이 숨지고 42명이 다쳤다. 사고의 원인은 인적 오류였다.

## 여정

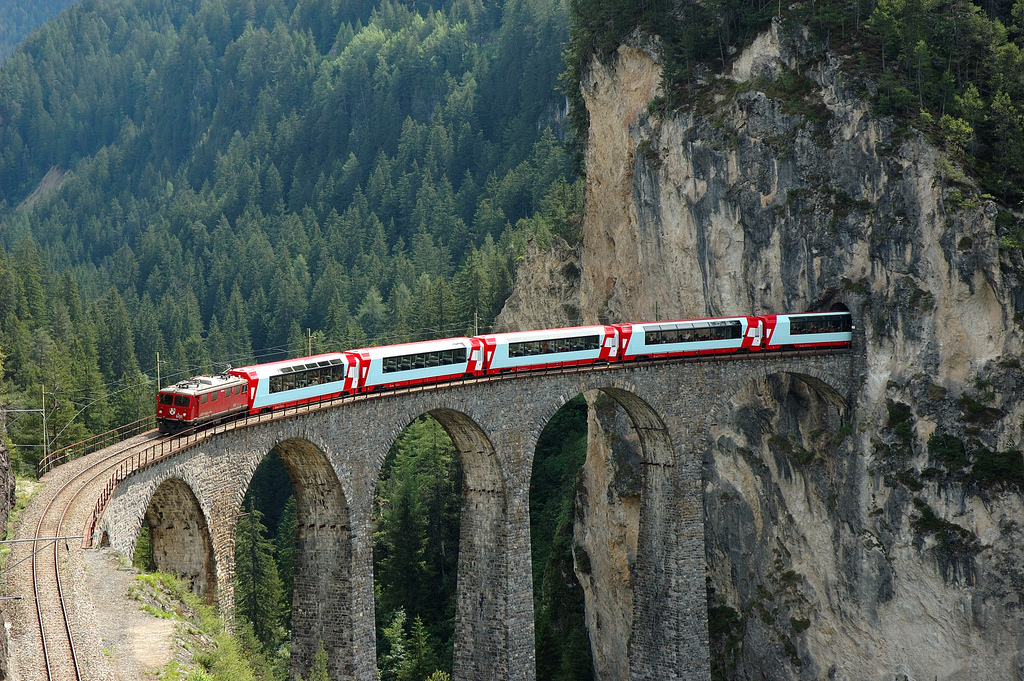
란트바서 고가교 위의 빙하특급

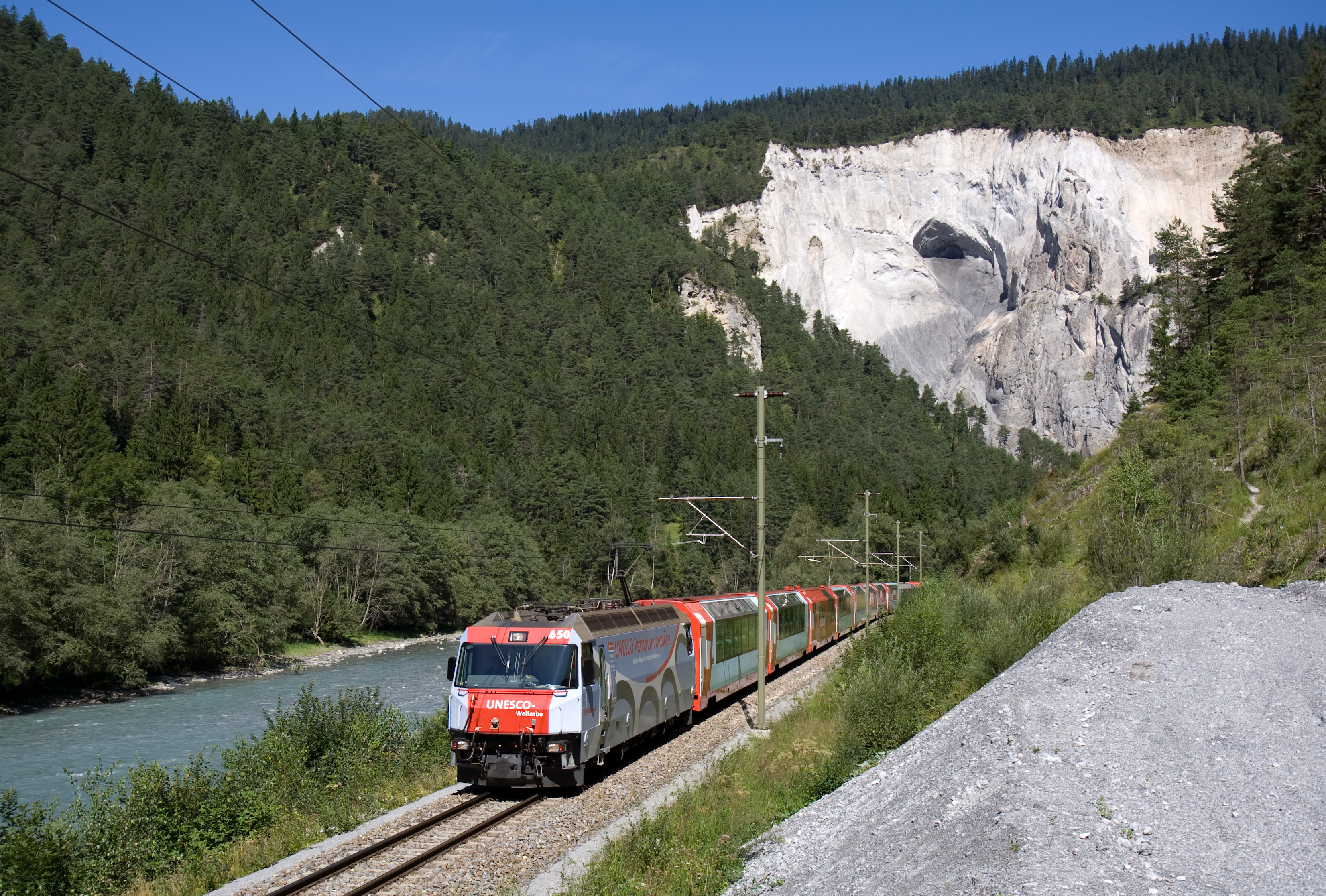
라인 협곡의 빙하특급

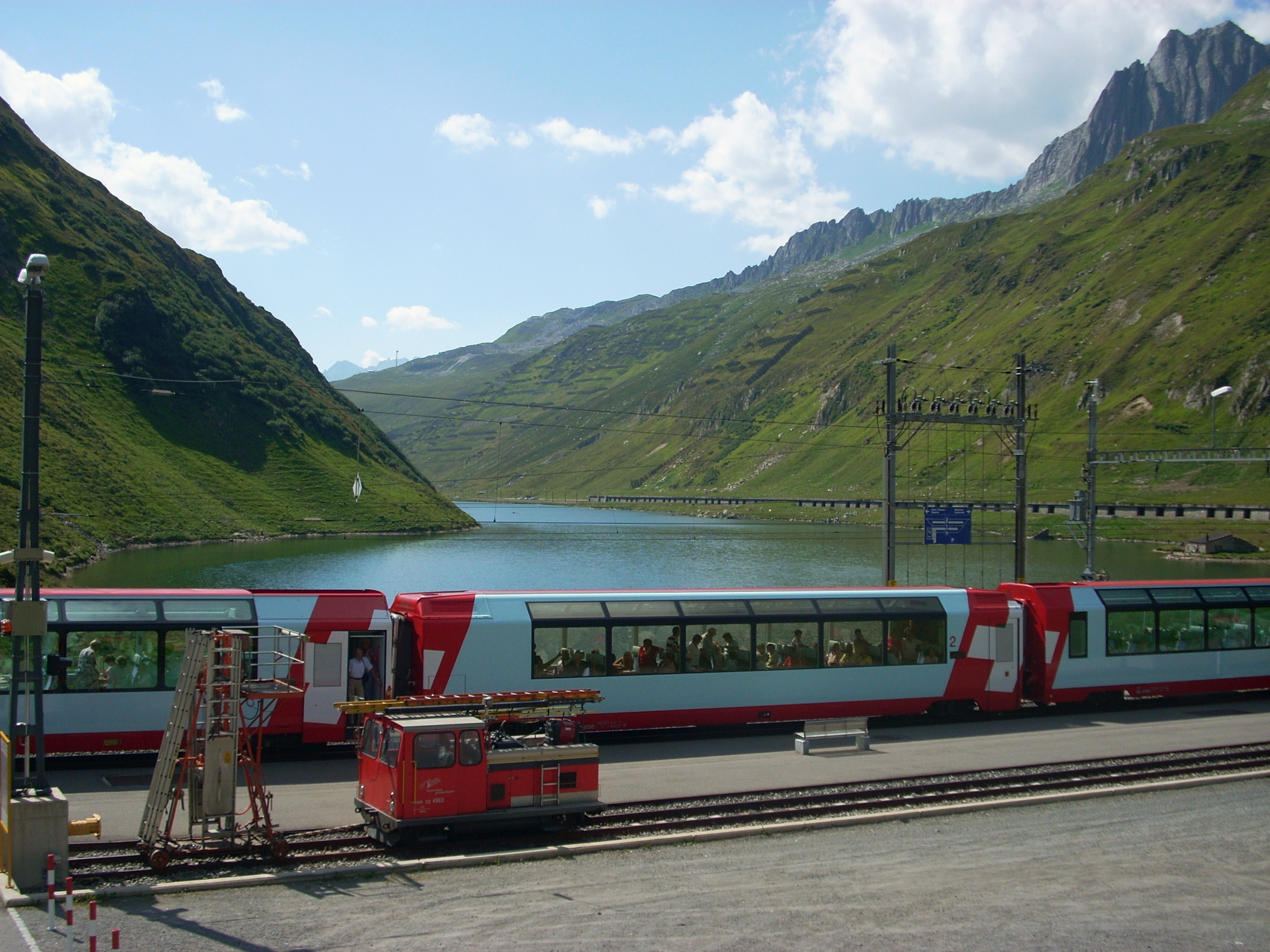
오버알프 고개 (최고점)의 빙하특급

### 알불라선
그라우뷘덴주 생모리츠역(1,775m)을 떠난 직후 기차는 높은 엥가딘 고원에 있는 사메단역과 베버역을 지나간다. 그곳에서 알불라 고개 아래 1,815m의 알불라 터널에 들어가기 전에 발베버에서 계속된다. 터널을 지나면 기차는 알불라 계곡의 첫 번째 역인 프레다를 통과하여 베르귄/브라보잉역 방향으로 계속된다. 이 두 마을 사이에서 기차는 많은 나선을 통과해야 한다. 짧은 거리(5km의 경우 400m) 내에서 고도의 차이가 크기 때문이다.
또 다른 나선을 따라 기차는 계곡 끝(1,032m)의 필리주어에 도달한다. 거기에서 기차는 철도 노선의 가장 상징적인 랜드마크인 란트바서 고가교를 지나서 투지스(720m)를 향해 계속해서 라인강 뒤쪽에 도달한 후 쿠어(585m)에 도달한다.

### 오버알프 구간
쿠어에서 기차는 라인강 코스를 따라 루이놀타 협곡을 따라 천천히 계곡을 따라 일란츠(698m), 디젠티스/무쉬테(1,142m) 및 세드룬(1,404m)을 향해 천천히 올라간다. 세드룬에서 라인은 가파르게 되어 마침내 정상인 오버알프 고개(2,033m)에 도달한다. 그곳에서 기차는 중앙 스위스의 우리주로 들어가 안데르마트(1,447m)까지 계속 내려간다.

### 푸르카 구간
안데르마트에서 기차는 호스펜탈 (1,452m) 및 레알프 (1,538m) 마을을 지나 우르제렌이라는 계곡으로 전진한다. 거기에서 기차는 푸르카 베이스 터널로 들어가고 푸르카 고개(오늘날 푸르카 코크휠 증기 철도에 의해 운영됨)를 올라가는 오래된 철도 노선을 떠나 발레주의 곰스 계곡의 오버발트(1,368m)에 나타난다. 그런 다음 기차는 뮌스터-게시넨(1,359m) 및 피쉬(1,049m), 다른 나선을 통과하기 전에 론강을 따라 브리크를 향해 계속해서 울리헨 마을(1,346m)을 지나간다.

### 마터탈선

스위스를 관통하는 빙하특급의 노선

브리크(678m)에서 기차는 피스프(651m)까지 계속 이동한 다음 마터탈 계곡으로 들어가 슈탈든(799m), 장크트니클라우스(1,127m) 마을을 지나간다. 란다(1,408m) 1991년 거대한 눈사태로 철도와 도로가 완전히 분리되었다. 테쉬(1,450m)는 열린 도로의 끝이므로 중요한 역이다. 따라서 운전자를 위한 터미널이다. 가파른 구간을 지나 기차는 거의 8시간의 여행 끝에 마침내 1,616m의 체르마트에 도착한다.

## 같이 보기
- 베르니나 익스프레스
- 스위스 알프스